# Comunidad de Calatayud
La Comunidad de Calatayud (in aragonese: Comunidá de Calatayú) è una delle 33 comarche dell'Aragona, con una popolazione di 40 185 abitanti; suo capoluogo è Calatayud.
Amministrativamente fa parte della provincia di Saragozza, che comprende 17 comarche.